# ジョルジョ・スコラーリ
ジョルジョ・スコラーリ（イタリア語: Giorgio Scolari、1952年 - ）は、現代クレモナを代表するヴァイオリン製作者、またヴァイオリン製作におけるすぐれた指導者でもあり、多数の後進を輩出している。

## 人物
1952年1月5日、クレモナのカザルブッターノ(it:Casalbuttano)に生まれる。
クレモナのヴァイオリン製作学校(I.P.I.A.L.L.)に通い、ピエトロ・ズガラボット及びジョ・バッタ・モラッシーに習い、1970年に卒業。
1970年から1976年にかけてジョ・バッタ・モラッシーの工房で働き、その後トレッキ通りに自身の最初の工房を開設。現在ではヴィルジリオ通り１(Via Virgilio,1)に弟のダニエレ・スコラーリと共同で新しい工房をかまえる。
1974年からヴァイオリン製作学校で教鞭を執り、40年以上にわたり世界各地に数多くの生徒を送りだしている。そして、ヴァイオリン製作学校における最高責任者でもある。
また、クレモナで数々の要職に就いている。
Cordinatore dei corsi professionalizzanti del progetto"Intesa Stato/Regione"
Cordinatore degli stages presso le botteghe di liuteria di Cremona
Presidente del Gruppo Liutai di Confartigianato della Provincia di Cremona
Presidente del Consorzio Liutai "Antonio Stradivari"di Cremona
彼の作品は、過去の偉大なクレモナの巨匠達からインスピレーションを受けている。アマティ、ストラディヴァリ、グァルネリ等のモデル、とりわけ個人的なモデルなど。最大の音響効果を得るために、木材の選択、木取りおよび彫刻に関しての具体的な評価、表板と裏板の厚みに特に注意を払われて作られており、ニスは、天然樹脂で構成され、黄色の下地の上に、明るくやわらかで透明なオレンジ～赤で、木目の美しさが強調されている。
主にヴァイオリン・ヴィオラ・チェロを製作し、要望があれば、コントラバス、ヴィオラ・ダ・ガンバ　、ギター、リュートなどの弦楽器も製作する。彼はまた、レオナルド・ダ・ヴィンチが発明した、馬の頭蓋骨の形のリラ・ダ・ブラッチョの復元を行った。

## 賞歴
1971年第4回クレモナ・ビエンナーレ　ゴールドメダル
1974年第2回バニャカバッロ製作コンクール　ゴールドメダル
1976年第1回クレモナ・トリエンナーレ　ANLAIゴールドメダル